# Peuplingues
Peuplingues település Franciaországban, Pas-de-Calais megyében. Lakosainak száma 789 fő (2022. január 1.). Peuplingues Sangatte, Bonningues-lès-Calais, Coquelles és Escalles községekkel határos.

## Népesség
A település népességének változása:
| Lakosok száma | 781  | 777  | 785  | 777  | 782  | 782  | 784  | 787  | 789  |
|               | 2013 | 2015 | 2016 | 2017 | 2018 | 2019 | 2020 | 2021 | 2022 |